# Dnestr
Dnestr (også kendt som Dnjestr) (ukrainsk: Дністер, tr. Dnister; rumænsk: Nistru; russisk: Днестр, tr. Dnestr) er en 1.352 km lang flod, der udspringer i Karpaterne, flyder igennem Ukraine og Moldova og udmunder i Sortehavet.

## Etymologi
Navnet Dnestr stammer fra sarmatiske Danu nazdya "den nære flod". Navnet Dnepr har også sarmatisk stamme med betydningen "floden på den anden side". Navnene på Don og Donau er er en afledning af det samme Protoindoeuropæiske ord *danu ~ flod. Det ældre navn for Dnestr: Tyras (på oldgræsk Τύρας) stammer fra det skytiske tura, der betyder "hurtig".
På russisk er floden kendt som Днестр, tr. Dnestr. På jiddisch er floden kendt som Nester (jiddisch: נעסטער), på tyrkisk som Turla og under antikken, blev den kaldt Tyras på latin og Danastris på græsk. Klassiske forfattere har også henvist til den som Danaster.
Edward Gibbon refererer til floden som Niester og Dniester i hans historie "Decline and Fall of the Roman Empire".

## Geografi
Dnestr udspringer i Ukraine, nær byen Drohobytj, tæt på grænsen til Polen, og flyder mod Sortehavet. Floden udgør en del af grænsen mellem Ukraine og Moldova, hvorefter den de næste 398 km flyder gennem Moldova og adskiller hovedparten af Moldovas territorium fra Transnistrien. Senere udgør floden atter grænsen mellem Moldova og Ukraine og flyder derefter gennem Ukraine til Sortehavet, hvor dens udmunding danner Dnestr indsøen.
Langs den nederste halvdel af Dnestr er den vestlige bred høj og kuperet mens den østlige bred er lav og flad. Floden udgør grænsen til den eurasiske steppe. Dnestrs vigtigste bifloder er Bîc og Răut i Moldavien.

### Komerciel anvendelse
Oprindeligt blev Dnestr kommercielt hovedsageligt anvendt til tømmerflådning, vandmøller (i øvre løb) og fiskeopdræt.
Siden 1800-tallet har Dnestr jævnligt været besejlet fra udmundingen til Dubăsari i Transnistrien, tidligere kunne floden besejles helt op til Halych i Ivano-Frankivsk oblast. En af Dnestrs vigtige flodhavne er Tiraspol i Transnistrien.

### Reservoirer
På  Dnestr er der to store reservoirer med vandkraftværker: Dnestrreservoiret (Ukraine), overfladeareal 142 km² og et volumen på 3 km³, elproduktion 865 GWh, og Dubăsarireservoiret (Moldova), overfladeareal 68 km² og et volumen på 0,49 km³, elproduktion 261 GWh.
I Ukraine er der i alt 62 mindre reservoirer, med et samlet overfladeareal på 11.229 ha, og et volumen på 298.800.000 m³.
Reservoirerne anvendes til vanding af marker (primært i Moldova), fiskeopdræt, regulering af floden og vandforsyning til beboelser. Den vigtigste kilde til centraliseret vandforsyning omkringliggende områder er vand fra Dnestr.